# Daewoo Kalos
La Kalos è un'utilitaria prodotta dalla casa automobilistica coreana GM Daewoo dal 2002 al 2008. È stata venduta in Europa dal debutto fino al 2004 con il marchio Daewoo mentre dal gennaio del 2005 fino al 2008 con il marchio Chevrolet in seguito ad una riorganizzazione voluta dalla General Motors (proprietaria dei due marchi). È stata sostituita dal modello Aveo.

## Il contesto
Il progetto della Kalos noto come T200 nasce come erede della Lanos (T100) e viene approvato dai vertici Daewoo nel 2000. Le prime fasi di progettazione dei componenti telaistici hanno luogo presso il Worthing Technical Centre in Inghilterra dove viene sviluppata gran parte della meccanica. In seguito si aggiungeranno i contributi del Centro di Ricerche e Sviluppo di Bupyong in Corea del Sud e l'elaborazione dello stile da parte della Italdesign di Giorgetto Giugiaro: la Kalos viene concepita come un'auto che possa andare bene ad un pubblico molto vasto e facoltoso, infatti lo stesso Giugiaro proporrà una linea tradizionale ma innovativa che inaugurerà il nuovo family feeling della casa coreana. Inizialmente venne esposto il concept car denominato Daewoo Kalos Dream al Salone dell'automobile di Parigi nel 2000 e dopo una breve pausa agli sviluppi del progetto avvenuta nel 2001, in seguito alla grave crisi finanziaria che colpi la casa madre, ripresero i progetti con l'esposizione al Salone di Francoforte di una seconda concept car derivata dalla Kalos Dream. In contemporanea all'esposizione della seconda versione ebbe inizio anche la sperimentazione dei 119 prototipi collaudati in tutto il mondo a cui si aggiunsero 31 auto utilizzate per i crash test e per la verifica della sicurezza e 39 vetture di pre-produzione utilizzate per la verifica della qualità complessiva del prodotto. Globalmente i prototipi della Kalos hanno percorso oltre 2,2 milioni di chilometri.
La Kalos definitiva debutta al Salone dell'automobile di Ginevra nel marzo del 2002; rispetto alla progenitrice Lanos è più corta di circa 19 centimetri. Lo stile abbandona le classiche forme curve che hanno caratterizzato la produzione Daewoo per adottare uno stile spigoloso e votato ad una maggiore sportività per andare incontro soprattutto alle richieste del pubblico europeo. Il frontale viene dominato da ampi fanali spigolosi che incorporano gli indicatori laterali di direzione mentre la calandra ospita una banda cromata centrale, il marchio della casa viene applicato sul cofano motore mentre nei paraurti troviamo una sottile presa d'aria che incorpora i fendinebbia (proposti come optional). La fiancata invece viene caratterizzata dalle bombature in rilievo dei passaruota e dalla vetratura risalente lungo la linea di cintura che rende l'aspetto più slanciato; nella parte bassa una nervatura aerodinamica che scende verso le ruote posteriori culmina con il logo Giugiaro Design. Nella coda troviamo un ampio fascione paraurti bombato in grado di assorbire urti fino a 4 km/h senza danneggiarsi e il portellone del vano bagagli di piccole dimensioni posto ad elevata altezza da terra (ciò rende scomodi i carichi pesanti).
Internamente la Kalos dispone di un abitacolo abbastanza spazioso, benché sia limitata la visibilità posteriore a causa della forma carrozzeria che discende verso il retro. Inizialmente venne offerta solo nella variante cinque porte a cui si aggiunse in seguito anche la versione tre porte dal taglio più sportivo, mentre la Kalos berlina tre volumi non venne importata in Italia. L'auto era omologata come una cinque posti. La plancia era realizzata con plastiche di qualità solo modesta ma gli assemblaggi erano precisi, nell'abitacolo si notano le principali economie del progetto T200. La strumentazione a sfondo scuro era di facile lettura, il disegno della plancia era spigoloso ma erano presenti le bocchette di aerazione dell'impianto di climatizzazione dalla forma circolare. Nella parte centrale erano raggruppati i comandi dell'autoradio e del clima con la parte bassa che ospita dei vani portaoggetti e portalattine. Nella parte alta troviamo uno schermo LCD con orologio digitale. La selleria era rivestita in tessuto ma per i mercati asiatici erano disponibili anche i rivestimenti in pelle. Un tocco di classe lo fornivano i kit in plastica stile alluminio disponibili per la plancia e per le portiere. Il bagagliaio possiede un volume di 220 litri ampliabili fino a 980 litri con il divano posteriore in posizione reclinata. Il serbatoio garantisce una capacità pari a 45 litri.
La Kalos era particolarmente curata in tema di aerodinamica grazie al coefficiente di resistenza contenuto nel valore di 0,35.
Il nome Kalos deriva dal greco καλός (Kalós) ovvero Bella.

## La dinamica
La Kalos utilizza come base il Pianale T, realizzato dalla General Motors. Questa piattaforma rimarrà nel tempo un'esclusiva del marchio Daewoo (poi diventato Chevrolet in Europa), destinato in prevalenza alle piccole auto. La trazione è anteriore e il motore è disposto in posizione trasversale con sospensioni anteriori configurate secondo lo schema a ruote indipendenti con braccio trasversale, montante telescopico MacPherson e barra stabilizzatrice, mentre al posteriore troviamo lo schema a ruote interconnesse da un ponte torcente con braccio longitudinale e barra stabilizzatrice. Ammortizzatori idraulici e impianto frenante con avantreno a dischi autoventilati e retrotreno a tamburi. Sul mercato europeo la Kalos si è fatta apprezzare per l'ottimo comportamento stradale e per la precisione di guida.
Sotto il profilo della sicurezza automobilistica l'auto disponeva di serie per tutte le versioni del sistema anti bloccaggio delle ruote motrici (ABS a quattro canali con EBD) e degli airbag frontali con cinture di sicurezza a tre punti per tutti e cinque i posti. Le versioni di punta disponevano di serie anche degli airbag laterali e dei fendinebbia. La carrozzeria è realizzata per il 46% in acciaio ad alta resistenza a deformazione programmata con barre antintrusione laterali e una gabbia di sicurezza protettiva per gli occupanti.
Nonostante ciò l'auto è risultata poco sicura nei crash test dell'ente australiano ANCAP dove è stato rilevato che la scocca frontale protegge ben poco gli occupanti in caso d'impatto; l'auto è stata testata nel 2007 e ha totalizzato il punteggio complessivo di 14,9 su un massimo di 37 punti.
L'Euro NCAP invece ha testato la Kalos nel 2006 rilevando una sicurezza più che sufficiente: l'auto ha totalizzato il punteggio complessivo di tre stelle nell'urto frontale (su un massimo di cinque), tre stelle nella protezione bambini e due nella prova d'investimento pedone (in questi due casi il massimo punteggio era di quattro stelle). 
Nell'urto frontale, tuttavia, è stata evidenziata una scarsa protezione del torace del guidatore, valutata come "insufficiente" ("poor"), in quanto esso entra in contatto con violenza con il volante.

## Aggiornamenti
La Kalos è stata oggetto di alcuni aggiornamenti sia estetici che meccanici; nel 2003 la gamma motori venne completamente rinnovata infatti il 1.4 benzina disponibile dal lancio venne sostituito da due nuove unità, rispettivamente dalla cubatura di 1,2 litri e 1,4 litri con sedici valvole, caratterizzati da consumi più bassi. Questi nuovi motori erano omologati Euro 3 ed erano disponibili anche in versione Dual Power con impianto a gas GPL. In contemporanea al lancio delle nuove motorizzazioni vennero migliorate anche le rifiniture interne e gli assemblaggi.

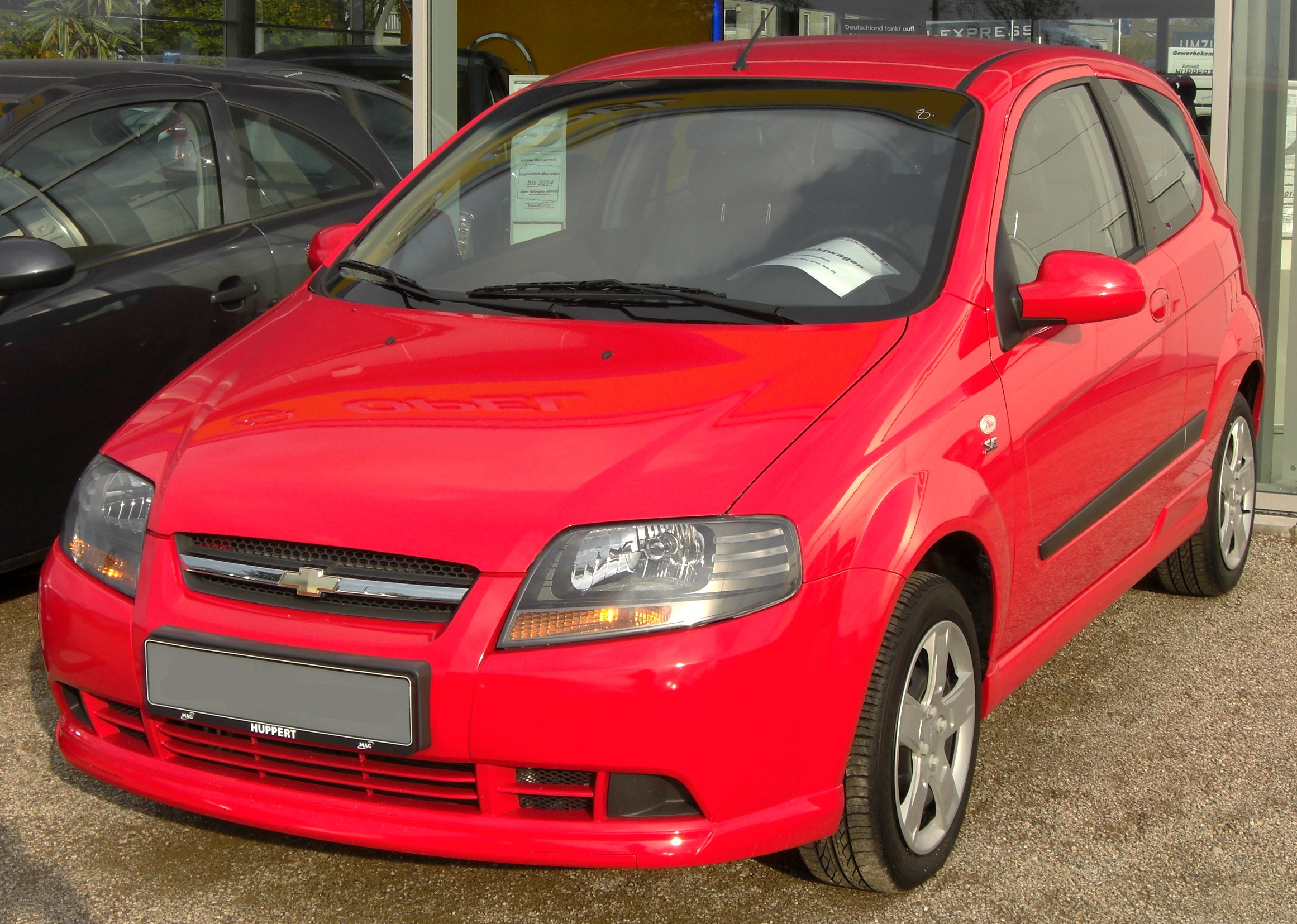
La Chevrolet Kalos in versione tre porte

Nel gennaio del 2005 in seguito ad una riorganizzazione voluta dalla General Motors, il marchio Daewoo venne sostituito in tutta Europa dal marchio Chevrolet; di conseguenza la Kalos venne ristilizzata per adottare il nuovo logo della casa americana. Nuova calandra e nuovo cofano motore, i paraurti erano stati privati delle protezioni in plastica mentre internamente erano state migliorate le plastiche della plancia. Nuovi tessuti per la selleria e rinnovata anche la gamma di allestimenti e accessori tra cui spiccavano i cerchi in lega dal disegno inedito disponibili come optional.
Sempre nel 2005 venne presentata la nuova versione con carrozzeria tre porte caratterizzata dal taglio della carrozzeria più dinamico e sportivo. La nuova Chevrolet Kalos tre porte era disponibile con la medesima gamma di motorizzazioni della berlina cinque porte, ma aveva alcuni allestimenti differenti e poteva essere equipaggiata anche con un kit estetico sportivo comprensivo di spoiler nei sottoporta e minigonne anteriori e posteriori oltre al terminale di scarico cromato e ai cerchi in lega specifici. La Kalos tre porte aveva le stesse dimensioni della cinque porte.
Nel 2008 avviene un secondo e marcatissimo restyling, in cui l'auto viene completamente cambiata con un frontale più in stile americano, con dei gruppi ottici, con un portellone e con un paraurti più moderni. Internamente viene cambiato il cruscotto, più moderno ed elegante.
Il modello in Europa adesso si chiama Chevrolet Aveo ed è detta una nuova serie, il cui codice è T250.

## Motorizzazioni
La gamma motori europea della Kalos era composta da due propulsori: il piccolo 1.2 S-Tec benzina a quattro cilindri con distribuzione a due valvole per cilindro erogava la potenza massima di 72 cavalli a 4.400 giri/min per una coppia motrice di 104 N·m a 4.400 giri/min. I costi di gestione erano abbastanza bassi, il consumo medio dichiarato dalla casa era di circa 15,2 km/l nel ciclo combinato per uno scatto da 0 a 100 km/h rilevato in 13,7 secondi e una velocità di punta pari a 157 km/h. Il 1.2 S-Tec otto valvole venne proposto anche in versione Dual Power con alimentazione bifuel a benzina e GPL; l'impianto a gas veniva prodotto e omologato dalla BRC Gas Equipment, il serbatoio di forma toroidale veniva installato al posto della ruota di scorta.
Accanto al 1.2 S-Tec era disponibile il più grande 1.4 E-Tec sempre con distribuzione due valvole per cilindro erogante 83 cavalli; rispetto al 1.2 miglioravano i valori di coppia massima e di conseguenza le prestazioni; la velocità massima dichiarata era di 170 km/h per uno scatto da 0 a 100 km/h registrato in 13,3 secondi e un consumo medio pari a 13,3 km/l nel ciclo combinato. Il 1.4 E-Tec rimase in listino fino al 2003 sostituito da una nuova versione potenziata a 94 cavalli.
Al vertice della gamma è stato montato il 1.4 E-Tec 16V erogante 94 cavalli per 130 N·m di coppia a 3.400 giri/min. Questo nuovo 1.4 introdotto nel 2004 consentiva alla Kalos di accelerare da 0 a 100 km/h in 11,1 secondi per una velocità massima di 176 km/h. Il consumo medio era pari a 14,3 km/l. Questo 1.4 16V venne proposto anche con alimentazione Dual Power allestita sempre dalla BRC.
Per il mercato asiatico la Kalos era disponibile anche con un motore 1.5 E-Tec di produzione General Motors capace di erogare 85 cavalli per una coppia massima di 131 N·m.
Tutti i propulsori erano omologati secondo i parametri della normativa Euro 3 ed erano abbinati ad un cambio manuale a cinque rapporti.
| Modello       | Disponibilità       | Motore                       | Cilindrata | Potenza       | Coppia massima          | Emissioni CO2 (g/Km) | 0–100 km/h (secondi) | Velocità max (Km/h) | Consumo medio (Km/l) |
| ------------- | ------------------- | ---------------------------- | ---------- | ------------- | ----------------------- | -------------------- | -------------------- | ------------------- | -------------------- |
| 1.2 S-Tec 8V  | dal 2003            | 4 cilindri in linea, Benzina | 1.150 cm³  | 53 kW (72 CV) | 104 N·m @4.400 giri/min | 159                  | 13,7                 | 157                 | 15,2                 |
| 1.4 E-Tec 8V  | dal debutto al 2003 | 4 cilindri in linea, Benzina | 1.399 cm³  | 61 kW (83 CV) | 123 N·m @3.000 giri/min | 175                  | 13,3                 | 170                 | 13,3                 |
| 1.4 E-Tec 16V | dal 2003            | 4 cilindri in linea, Benzina | 1.399 cm³  | 69 kW (94 CV) | 130 N·m @3.400 giri/min | 171                  | 11,1                 | 176                 | 14,3                 |

## Commercializzazione

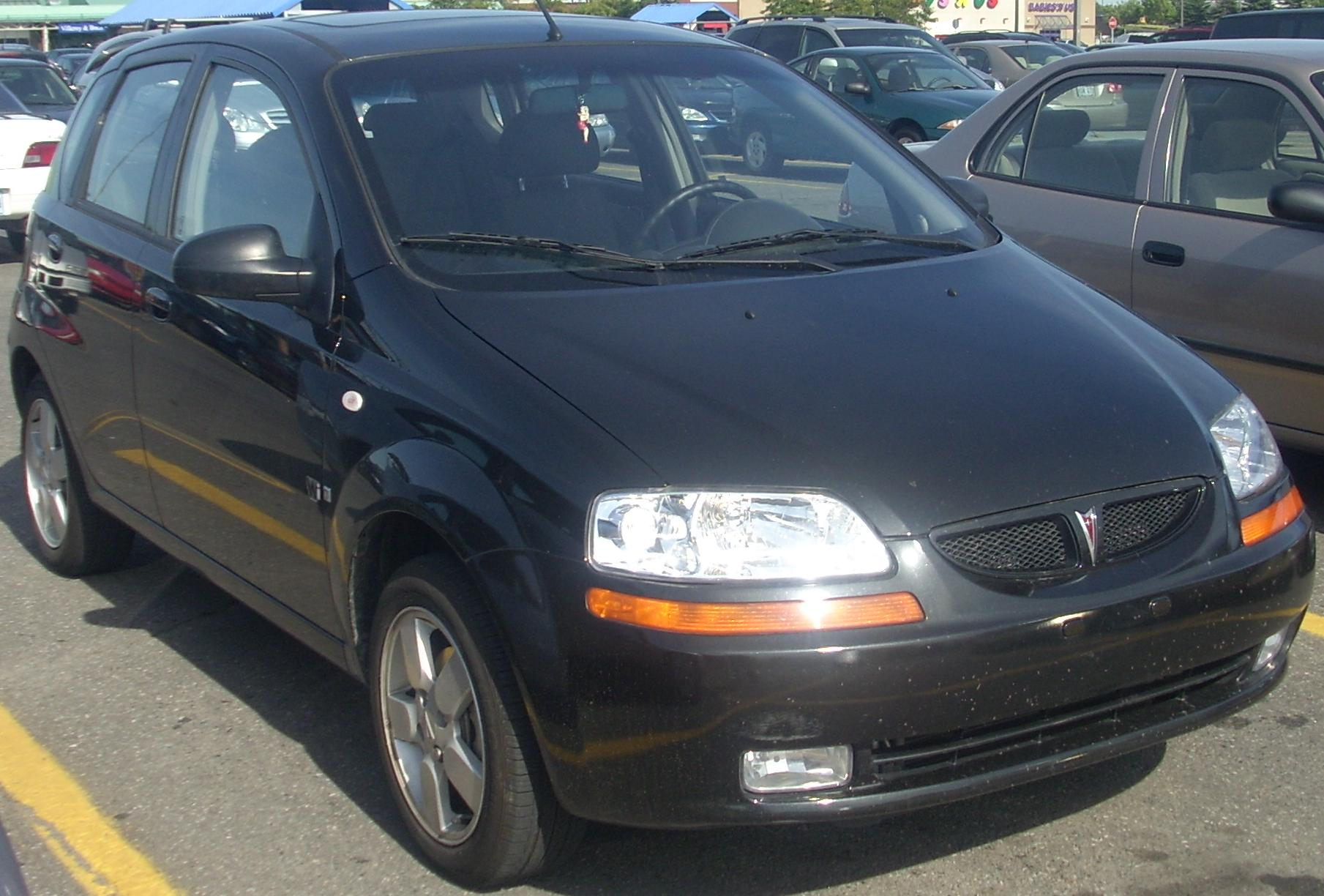
La Pontiac Wave, versione gemella venduta negli Stati Uniti

La Kalos è stata la world car di casa GM: è stata venduta un po' in tutto il mondo riscontrando anche un buon successo commerciale; gli esemplari destinati all'Europa vennero assemblati in Corea del Sud a Bupyong ma venne distribuita anche in Nord America anche come Chevrolet Aveo e Pontiac G3 o Pontiac Wave . In Canada venne commercializzata come Suzuki Swift+ mentre in Australia è stata venduta come Holden Barina. Inoltre è stata venduta in Polonia anche come FSO Kalos fino al 2007, anno in cui non è stata più importata in Europa.
La Kalos è stata prodotta anche a Shanghai dalla filiale cinese della General Motors per essere distribuita come Chevrolet Aveo, non riscontrando però un grande successo in termini di vendite; una piccola parte della produzione è stata dislocata anche in Ecuador, Ucraina e Colombia per i mercati locali e per la distribuzione negli stati confinanti. In molti mercati asiatici e del Sud America la Kalos ha avuto successo soprattutto in versione berlina tre volumi.